# NGC 6228
NGC 6228 ist eine 14,3 mag helle Spiralgalaxie vom Hubble-Typ Sb im Sternbild Herkules und etwa 464 Millionen Lichtjahre von der Milchstraße entfernt.
Sie wurde am 28. Juni 1864 von Albert Marth entdeckt.